# Simulium huairayacu
Simulium huairayacu är en tvåvingeart som beskrevs av Peter Wolfgang Wygodzinsky 1953. Simulium huairayacu ingår i släktet Simulium och familjen knott. Inga underarter finns listade i Catalogue of Life.